# Ингеборг Катингер
Др Ингеборг Катингер (13. децембра 1910 – 24. јануара 2003. године), такође Инге Катингер, била је аустријска шахисткиња. Она је била четири пута победник аустријског женског првенства у шаху (1956, 1958, 1964, 1970).

## Биографија
Катингер Ингеборг се посветила Гимназији ради стицања наставничке дипломе за латински и филозофију као главне предмете и грчки као споредни предмет. пошто је схватила да је комбинација ова два предмета безнадежна за запошљавање, додатно је студирала германистику и коначно положила испит за наставника немачког. 1945. године Ингеборг Катингер је морала привремено да одустане од наставе из политичких разлога. За то време радила је током девет година као менаџер канцеларије у адвокатској канцеларији свог ујака односно његовог наследника. Поред тога, Ингеборг катингер је завршила семинар за графологију и стекла докторат у психологији.
Ингеборг Катингер је дошла у додир са  шахом у узрасту од седам година, али је у почетку играла само у породици, а касније и са колегама. У 1932. години, она је показала успех на симултанци као једина дама против Бечког градског мајстора Ханс Милер. Свој први турнир је одиграла у 1949. години на Бечком првенству града за жене, где је одмах поделила прво место. Од тада до 1983. године је учествовала у свим градским првенствима у Бечу, које је освојила 8 пута: 1954, 1955, 1956, 1962, 1969, 1970, 1971 и 1978). Поред тога, учествовала је на аустријским шаховским шампионатима за жене 17 пута, побеђујући четири пута: 1956, 1958, 1964. и 1970, а завршивши на другом или трећем месту шест пута. После аустријског првенства у шаху за жене у Фелдкирху 1978, где је поново била друга, она се повукла из аустријске аустријског женског шаховског врха.
Ингеборг катингер је играла за Аустрију у шаховским олимпијадама за жене:
- У 1963. години, на првој табли на 2. шаховској Олимпијади (жене) у Сплиту (+1, =2, -5),
- У 1966. години, на првој табли на 3. шаховској Олимпијади (жене) у Оберхаузену (+0, =2, -7),
- У 1969. години, на првој табли на 4. шаховској Олимпијади (жене) у Лублину (+1, =3, -7),
- У 1972. години, на првој табли на 5. шаховској Олимпијади (жене) у Скопљу (+2, =2, -5),
- У 1974. години, на првој табли на 6. шаховској Олимпијади (жене) у Медељину (+2, =3, -6),
- У 1976. години, на трећој табли на 7. шаховској Олимпијади (жене) у Хаифи (+4, =0, -3),
- У 1980. години, као прва резервна табла на 9. шаховској Олимпијади (жене) у Валети (+1, =2, -4),
- У 1982. години, као прва резервна табла на 10. шаховској Олимпијади (жене) у Луцерну (+0, =0, -3),
- 1984. године, као прва резервна табла на 26-ој шаховској Олимпијади (жене) у Солуну (+1, =0, -1).

Своју функционерску каријеру др Ингеборг Катингер почиње од женског секретара и секретара шаховског клуба SK Hietzing, у коме је она била председник од 1970. до 1990. године, до многих функција у Аустријској шаховској Федерацији, као и у Бечкој шаховској Федерацији. Њене посебне напоре увек су били усмерени на женски шах, за који је она постигла велике ствари. Поред тога, она је организовала више од десет међународних женских турнира и сениорских турнира, који су уживали велику популарност код куће и у иностранству. У 1982. години, за свој рад као директора турнира, она је добила звање Међународног арбитра на ФИДЕ конгресу у Солуну. Др Ингеборг Катингер је добила многе награде: Сребрни крст за заслуге града Беча, била је почасни Председник Аустријске шаховске Федерације, почасни Председник Бечке шаховске Федерације, Почасни Председник шаховског клуба Хитцинг.